# Arnold Ehret
Arnold Ehret (Freiburg, 1866. július 29. – Los Angeles, 1922. október 9.) német származású táplálkozási szószóló, író, természetgyógyász, a böjt és a gyümölcsdiéta (fruitarianizmus) úttörője.

## Élete
1866-ban a Fekete-erdői Freiburg melletti Badenban született földműves családban. Fiatal korában leginkább a fizika, a kémia, a rajz és festészet vonzotta. Anyanyelvén kívül megtanult francia, olasz és angol nyelven is.
Rajztanári szakmát szerzett és egy műszaki főiskolában tanított. A katonai sorozás idején szívproblémái miatt felmentették. Később ehhez még krónikus vesegyulladást is szerzett. Betegségével rengeteg orvost felkeresett, akik mind gyógyíthatatlannak nyilvánították. Ezután a természetes gyógymódok iránt kezdett érdeklődni. Sebastian Kneipp szanatóriumát is felkereste.
Vegetáriánus lett, majd a francia riviérán olyan csoporttal találkozott, amelyik a böjtöt és speciális diétákat alkalmazott (gyümölcs- és tej-diétát). Elkeseredésében ő is böjtölni kezdett és legnagyobb meglepetésére nemhogy csak nem halt éhen, hanem az állapota is elkezdett javulni.
Hogy rokonai befolyásolása alól kivonja magát, Olaszországba utazott. Itt hosszú túrákat tett meg egy barátjával és elhatározták, hogy életre-halálra fognak böjtölni. Egyre hosszabb böjtöket tartottak és a böjtölések között csak gyümölcsökkel táplálkoztak. Sokszor életkedvük mesés magaslatig fokozódott – szavai alapján: "annyira, hogy titokzatos varázserő birtokában kezdtük magunkat érezni. Vidámnak, erősnek és újjászületettnek éreztem magam. A táplálkozásról a tudomány alapján alkotott nézeteim nagyon is ingadozni kezdtek. Nemsokára a fizikai és szellemi produktum oly sorozatát vittem véghez, melyekről erőtől duzzadó ifjúkorom húszas évében még álmodni sem mertem volna." Ezután még több böjttúrát csinált, köztük egy Algír és Tunisz közötti kerékpártúrát is. A böjtöt a gyümölcsdiétával váltogatta és gyógyíthatatlannak mondott betegségéből teljesen helyrejött.
Az 1900-as évek elején a svájci Locarno melletti Asconában szanatóriumot (telepet) nyitott, majd egy másikat is Lugano mellett (Massagnoban), ahol böjt és gyümölcstáplálkozás alkalmazásával rengeteg beteg embert kezelt sikeresen.
Mintegy tíz éven keresztül sok egészségügyi cikke jelent meg különböző újságokban és előadásokat tartott az európai városokban. Több nyilvános böjtöt is végrehajtott, hogy azt népszerűsítse. Ezek 21, 24, 42 napos vízböjtök voltak.
1909-ben Kölnben, Kasztán panoptikumában egy közjegyző által lepecsételt üvegfülkében 49 napig bírta táplálkozás nélkül, és ezzel világrekordot állított fel.
1914-ben a kitört világháború miatt Amerikába, Kaliforniába ment és a szanatóriumát is oda költöztette.
1922 októberében megcsúszva a síkos utca kövén, hanyatt esett és a koponyáját betörve belehalt sérülésébe. (Kutatók szerint az egyoldalú táplálkozás miatt lépett fel nála csontritkulás, amelyből a halála is következett.) Kaliforniában, a Forest Lawn Memorial Park-ban (Glendale, L.A.) helyezték el hamvait.

## Gyógyítási rendszere
- Gyümölcsdiéta – Nyálkát, váladékot nem képző étrend. Ez legnagyobb részt gyümölcsökből állt, a maradék rész keményítőt nem tartalmazó zöldségekből.
- Böjt
- Testmozgás
- Helioterápia (napfürdőzés)

## Hatása
A magyar nyerskoszt apostol, Bicsérdy Béla írásaiban sokszor megemlékezett róla. Bár azt mondta, hogy sok igazság van a tanításában, a szokásához híven azonban kritikával is illette.
Iparkritikus hozzáállása és a "tiszta test" holisztikus nézete az 1960-as évek hippi-mozgalmában is megjelent.
Többek között az Apple társalapítója, Steve Jobs is egy ideig az ehretizmus híve volt és évekig csak nyers gyümölcsöt, keményítőmentes zöldséget és friss gyümölcsleveket fogyasztott.
Sok ember számára Ehret a modern kori nyers táplálkozás egyik megalapítója.

## Művei
Művei számos nyelvre lettek lefordítva, így többek közt horvát, dán, észt, francia, ,  olasz, norvég, lengyel, orosz,  szerb, spanyol ,  és török.
Angolul megjelent:
- Ehret, Arnold (1923). Thus Speaketh the Stomach / the Tragedy of Nutrition. New York: Ehret Literature Publishing Co. Inc.
- Ehret, Arnold (1924). Mucusless Diet Healing System (2nd ed.). Los Angeles, California: Ehret Literature Publishing Co.
- Ehret, Arnold (1935). Kranke Menschen → (Fasting Teachings: The Cause & Cure of Human Illness). München: Carl Kuhn Verlag.
- Ehret, Arnold (1938). Physical Culture: Fasting and Dietetics (4th ed.). Beaumont, California: Ehret Literature Publishing Co.
- Ehret, Arnold (1938). Rational Fasting for Physical Mental & Spiritual Rejuvenation (6th ed.). Beuamont, California: Ehret Literature Publishing Co.
- Ehret, Arnold (1975). The Definite Cure of Chronic Constipation. California: Ehret Literature Publishing Co. Inc.

## Fordítás
- Ez a szócikk részben vagy egészben  az   Arnold Ehret című angol Wikipédia-szócikk fordításán alapul.  Az eredeti cikk szerkesztőit annak laptörténete sorolja fel. Ez a jelzés csupán a megfogalmazás eredetét és a szerzői jogokat jelzi, nem szolgál a cikkben szereplő információk forrásmegjelöléseként.
- Ez a szócikk részben vagy egészben  az   Arnold Ehret című német Wikipédia-szócikk fordításán alapul.  Az eredeti cikk szerkesztőit annak laptörténete sorolja fel. Ez a jelzés csupán a megfogalmazás eredetét és a szerzői jogokat jelzi, nem szolgál a cikkben szereplő információk forrásmegjelöléseként.